# マカオの教育
マカオの教育（マカオのきょういく）は、マカオ特別行政区政府教育曁青年局 (DSEJ) が所管する。
現在、マカオにある大部分の学校は私立であり、政府系の学校では三文四語（中文:広東語および普通話、英語、ポルトガル語）教育を強調している。学校の主流は文法学校と称されるものであり、言語、数学、自然科学および人文科学を教育の内容としているが、一部の職業学校では電子工学や機械工学を教育する学校も存在している。学制に関しては統一したシステムが確立されていない。

## 教育史
その初期はイエズス会によるカトリック教育と、後に導入されたマカオ政庁がフランス公立教育の影響を受けて開始した公立中学の両系統が存在していた。19世紀になると華人により近代的な教育が実施されるようになった。
マカオで最初に設立された大学は聖保祿學院である。この学院は18世紀の反イエズス会の風潮により運営停止となり、そのため長く中学卒業後に他国に留学する教育システムが運用されていた。

## 言語
言語学習面では、大部分の学校では中国語と英語を使用しており、一部の学校がポルトガル語を科目に設置している（1校のみポルトガル語学校も存在している）。1999年にマカオの統治権がポルトガルから中華人民共和国に返還されると、一部学校で普通話による授業を採用したが、現在でも大部分の学校は広東語による教育を行い一部の学校では英語やフランス語による教育も行なわれている。

## 教育制度
現在マカオでは統一された教育制度が存在しておらず、それぞれの学校が独自に中国やイギリス、ポルトガルの教育制度を採用し教育を実施している。
中国系の教育制度では大陸系の教育制度が採用され、小学校6年、初級中学3年、高級中学3年の学制となっている。生徒は高級中学で自然科学、人文社会科学および商業知識を学習する。
イギリス系の教育制度ではイギリス本国および香港の教育制度が採用され、小学校6年、初級中学2年、高級中学2年、大学予科1～2年の学制となっている。生徒は高級中学の段階で自然科学、人文社会科学および商業知識を学び、その後学校単位でイギリス教育機構が実施するGCEと称される試験により高等教育機関に進学する。
ポルトガル系の教育制度ではポルトガル本国の教育制度が採用され、基礎教育4年、初級中学5年、高級中学3年の学制となっている。

## 無料教育
マカオでは幼稚園から初級中学3年までの10年間に対し無料教育制度を実施している。さらに2005年にマカオ行政長官何厚鏵の施政方針の中で、遅くとも2010年までに15年間の無料教育制度の確立が含まれ、幼児教育から中等教育まで全てが無料化されるとした。
2006年に成立した『非高等教育制度綱要法』では、教育を正規教育と持続教育に分類している。正規教育は3年学制の幼児教育、6年学制の小学教育、3年学制の初級中学教育、3年学制の高級中学教育の15年と定義し、社会教育は家庭教育や地域教育、職業訓練を示している。このほか、義務教育を満5歳から15歳とし、無料教育を学費のみならず、その他必要な諸経費にまで拡大している。
財源はカジノによる莫大な税収である。

## 基礎教育を行う公立学校
マカオ特別行政区政府が開設した公立学校は下記の通り。
- 何東中葡小学
- 二龍喉中葡小学
- 北区中葡小学
- 巴波沙中葡小学
- 湾景中葡小学
- 氹仔中葡小学
- 路環中葡小学
- 黒沙中葡小学（2005年に閉校）
- 高美士中葡中学
- 中葡職業技術中学

## 私立学校
- 聖心英文中学
- 聖羅撒女子中文中学
- 聖羅撒女子英文中学
- 澳門聖保禄学校
- 化地瑪聖母女子中子中学
- マカオ培正中学
- 聖ヨセフ教区中学
- 粤華中学
- 慈幼中学
- 陳瑞祺永援中学
- 濠江中学
- 聖公会蔡高中学
- 同善堂中学
- 海星中学
- 菜農子弟学校
- 培道中学
- 利馬竇中学
- 労工子弟学校
- 聯国学校
- 鏡平学校
- 澳門国際学校

## 高等教育
マカオの高等教育は高等教育輔助弁公室により管理されている。マカオには10か所を超える高等教育機関が存在している。マカオの大学あるいは技術学院に進学する者以外に、中国、台湾、香港、イギリス、アメリカ、カナダ、オーストラリアへ留学する者も多い。
マカオはカジノ産業に依存した経済構造であるため、「大学や大学院を出てもディーラーの仕事しかない」とまで言われており、失業率は低いが国内での職業選択の幅は少ない。
- 澳門大学
- 澳門理工学院
- 旅遊学院
- 澳門保安部隊高等学校
- 澳門科技大学
- 澳門城市大学
- 聖ヨセフ大学
- 澳門鏡湖護理学院
- 澳門管理学院
- 中西創新学院